# Max Haug
Max Haug (* 19. März 1898 in Murrhardt; † 22. März 1989 in Esslingen am Neckar) war ein württembergischer Kommunalpolitiker und von 1938 bis 1945 Bürgermeister der Stadt Tuttlingen.
Max Haug wuchs als Sohn eines Gerichtsvollziehers auf und leistete von 1916 bis Januar 1919 seinen Kriegsdienst ab. Nach der Mittleren Reife arbeitete er für die Deutsche Reichsbahn. Anschließend legte er das Abitur ab und studierte an der Eberhard-Karls-Universität in Tübingen Rechts- und Staatswissenschaften. Er bestand 1933 die erste und 1935 die zweite Staatsprüfung und arbeitete anschließend beim Amtsgericht Stuttgart sowie der Staatsanwaltschaft. 1937 wurde er zum Amtsgerichtsrat befördert. 1938 wurde er als Nachfolger von Paul Scherer Tuttlinger Bürgermeister. Die französischen Militärmachthaber lösten Haug nach der Befreiung Tuttlingen am 21. April 1945 ab und nahmen ihn gefangen. Sein Nachfolger wurde Sparkassendirektor Gustav Zimmermann.